# Fil-à-fil
Fil-à-fil (ibland skrivet fil-a-fil och filafil; franska, kan tolkas ungefär tråd vid tråd) är ett slags ganska tunt tyg. Det vävs i tuskaft med en blandning av garn i flera, mycket närliggande nyanser. Detta ger en oregelbunden, flammig (melerad) effekt. Vanligtvis är det varpen som står för nyansskiftningarna, men det förekommer även att inslaget (väften) görs med ojämnt färgad tråd.
Huvudsakligt användningsområde är skjortor och blusar.